# Дроздов, Даррен
Да́ррен Э́дриан Дро́здов (англ. Darren Adrian Drozdov, 7 апреля 1969, Мейс-Лендинг, Нью-Джерси — 30 июня 2023, Помона, Нью-Джерси) — американский эссеист, игрок в американский футбол и рестлер.
Выступал в World Wrestling Federation (WWF) с 1998 по 1999 год под именами Блёв (англ. Puke) и Дроз. С 1999 года Дроздов был парализован из-за травмы шеи, полученной в результате неудачного приёма, но позже восстановил большую часть подвижности верхней части тела и рук.

## Карьера в рестлинге
Изначально Дроздов выступал в независимых промоушнах под именами Дрозди Кинг Лейк, Даррен «Рвущий нити» Лаксингем и ДД Да Дэз Дьюд. Он выступал в Extreme Championship Wrestling (ECW) с 1997 по 1998 год.

### World Wrestling Federation (1998—1999)
Дроздов дебютировал в World Wrestling Federation (WWF) в 1998 году. Он рассказал о своей природной способности вызывать рвоту по желанию, и руководство WWF решило использовать это как образ. В документальном фильме Beyond the Mat показана его встреча с Винсом Макмэном, где Макмэн просит Дроздова срыгивать в урну в его офисе.
Сначала он выступал в тёмных матчах и на шоу Shotgun Saturday Night. Он дебютировал на Raw is War 25 мая 1998 года в качестве члена «Легиона судьбы». Под именем Блёв он был неофициальным третьим членом команды. В конце 1998 года он участвовал в турнире WWF Brawl for All, дошёл до полуфинала, но проиграл Брэдшоу. Дроздов был вовлечён в историю, связанную с алкоголизмом члена «Легиона судьбы» — Ястреба. В результате Зверь признал Ястреба непригодным к рестлингу и Дроза назначили на место Ястреба. Ситуация закончилась обвинениями в том, что Дроздов был пособником проблем Ястреба и подставил его, чтобы занять место в команде.
Вражда достигла кульминации на британском шоу Capital Carnage, когда команда «Легион судьбы» в составе Дрозда и Зверя выступила против «Хэдбангеров». Во время матча Дроздов вышел на ринг, чтобы защитить Зверя, который оказался под ударом нелегального командного удара со стороны «Хэдбангеров». Пока рефери был занят тем, что выпроваживал Трэшера с ринга, Мош повалил Дроздова, а рефери повернулся и отсчитал три удара. Зверь, разъярённый тем, что Блёв вмешался, начал драться с ним, а затем с отвращением ушёл с ринга, фактически положив конец деятельности Дроздова в «Легион судьбы».
После пребывания Дроздова в «Легион судьбы» были предприняты усилия по ребрендингу его образа, включая серию скетчей под названием «Мир Дроздова», в которых он рассказывал истории о своей жизни в качестве рестлера. Дроздов начал собирать команду рестлеров, которые разделяли его странный образ жизни. Он добавил в свою группировку Принца Альберта в качестве своего личного мастера пирсинга и Ки, который якобы был дилером Дроздова.

#### Травма, завершившая карьеру
Активная карьера Дроздова внезапно закончилась, когда он получил тяжёлую травму шеи во время матча с Ди’Ло Брауном на шоу SmackDown! 5 октября 1999 года в «Нассау Колизеум» в Лонг-Айленде. Дроз заявил, что во время матча на нём была свободная рубашка. Когда Браун попытался провести свою фирменную «Пауэрбомбу с разбега», он не смог правильно схватить Дрозда, а Дроз не смог выполнить правильный прыжок, чтобы помочь ему подняться в правильное положение.
Дроздов упал на голову и сломал два позвонка в шее. Он был немедленно доставлен в медицинский центр округа Нассо, где ему была сделана многочасовая операция по снижению и стабилизации давления на травмированную шею. Поскольку матч был предварительно записан, он не был показан во время трансляции 7 октября и никогда не демонстрировался публике. Однако кадры, на которых его выносят на носилках, были показаны в социальной рекламе WWF «Не пытайтесь повторить это дома».
Несмотря на срочную медицинскую помощь, его травма первоначально оставила его парализованным ниже шеи. С тех пор Дроз восстановил движение верхней части тела и рук. Дроздов неоднократно заявлял, что инцидент был несчастным случаем и что он не испытывает вражды к Брауну за свою травму, в то время как Браун сказал, что ни одна из сторон не виновата в несчастном случае.

### После травмы
После несчастного случая  продолжал работать в WWE в качестве писателя и обозревателя, писал статьи и эссе для сайта и журналов. Он также стал постоянным гостем интернет-шоу WWE Byte This!, рассказывая своё мнение о рестлерах или предстоящих матчах. В течение нескольких лет он также писал статьи со своими прогнозами на каждой PPV WWE.
В 2005 году Дроздов появился на DVD «Жизнь и смерть Дорожных Воинов», где рассказал о своём участии в команде в 1998 году. В сентябре 2007 года Дроздов был назначен почётным капитаном на футбольном матче команды «Мэриленд Террапинс». Дроздов также дал интервью для эпизода «Brawl for All» программы «Обратная сторона ринга» в 2020 году.

## Личная жизнь
Дроздов проживал в Южном Джерси со своей сестрой и её семьёй, получая круглосуточный уход и ежедневный приём множества лекарств, а также необходимость лежать в горизонтальном положении в течение длительных периодов времени. С помощью своего медицинского персонала и постоянной поддержки WWE он мог поддерживать определённую степень самостоятельности. Использовал медицинскую марихуану для подавления болей.
Дроздов женился на швее WWF Джули Янгберг в 1999 году, через несколько дней после своего несчастного случая. Позже он заявил, что единственное, что он хотел бы сделать, это проводить Джули к алтарю. Они развелись в конце 2005 года.
ОН пользовался индивидуальным, похожим на танк инвалидным креслом, которое было разработано и оплачено его другом по колледжу, основателем Under Armour Кевином Планком.  
Дроздов умер 30 июня 2023 года в возрасте 54 лет.